# كلاوس ديتريتش
كلاوس ر. ديتريتش (بالإنجليزية: Klaus R. Dittrich)‏ (من مواليد 30 ديسمبر 1950 - تُوفي في 20 نوفمبر 2007) وكان عالمًا ألمانيًا في مجال علم الحاسوب.

## حياته
بعد تخرجه من المدرسة الثانوية درس كلاوس في جامعة كارلسروه حيث حصل على شهادة الدبلوم (ماجستير) في علوم الكمبيوتر.
في عام 1982 حصل على درجة الدكتوراه من في معهد كارلسروه للتكنولوجيا عمل في مجال البرامج وتنظيم البيانات. كان يرأس قسم قواعد البيانات لمركز أبحاث تكنولوجيا المعلومات في معهد كارلسروه للتكنولوجيا في الفترة من 1985 إلى 1989.
منذ عام 1989 كان أستاذا لعلوم الكمبيوتر في جامعة زيوريخ ورئيس مجموعة بحوث تكنولوجيا قاعدة البيانات.
حصل كلاوس ر. ديتريتش على إجازة تفرغ في جامعة ستانفورد ومختبرات هيوليت باكارد (1996) ، في جامعة ميلانو وبوينغ (2002). في عام 1999 كان أستاذا زائرا في جامعة آلبورغ.